# Radhya Al-Mutawakel

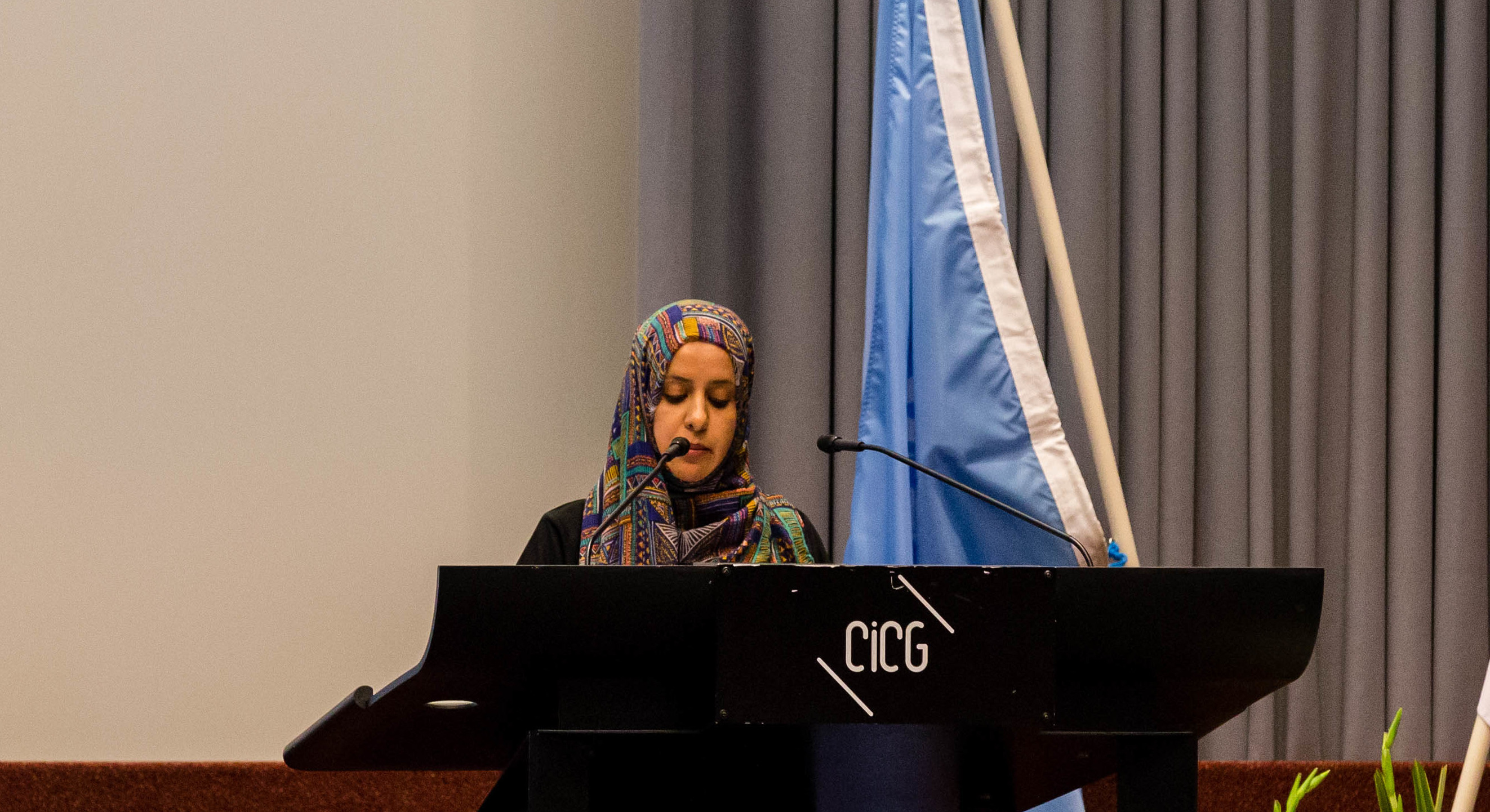
Al-Mutawakel in 2017

Radhya Al-Mutawakel is een Jemenitische mensenrechtenverdediger en de medeoprichter en voorzitter van Mwatana, een onafhankelijke mensenrechtenorganisatie die mensenrechten verdedigt en beschermt in Jemen. Al-Mutawakel houdt zich anno 2019 bezig met het documenteren van veronderstelde mensenrechtenschendingen door alle partijen die betrokken zijn bij het huidige conflict in Jemen. Al-Mutawakel heeft zich in verschillende media uitgesproken over deze vermeende mensenrechtenschendingen, inclusief Vice News, the Guardian en the New Internationalist. Ook heeft ze in 2017 de VN-Veiligheidsraad gebriefd over de humanitaire crisis in Jemen.

## Vroege carrière
Al-Matuwakel rondde in 1998 haar studie ‘Public Relations’ af en behaalde in 1999 eveneens een graad in ‘vrouwenstudies’. In 2006 behaalde ze haar master politieke wetenschap.
Tussen 2000 en 2004 werkte Al-Mutawakel voor de Nationale commissie voor vrouwen in Yemen, waar ze verantwoordelijk was voor de public relations en zich bezighield met vrouwelijke participatie in politieke processen.
Vanaf 2004 begon ze zich bezig te houden met Jemenitische mensenrechten, in eerste instantie bij de Jemenitische organisatie voor de verdediging van rechten en vrijheden. Ze focuste zich binnen deze organisatie op mensenrechtenschendingen die plaatsvonden tijdens de Houthi-opstand in Noord-Jemen, met name verdwijningen en willekeurige arrestaties.

## Oprichting van en werkzaamheden binnen de mensenrechtenorganisatie Mwatana
Al-Mutawakel en haar echtgenoot Abdulrasheed Al-Faqih richtten Mwatana op in 2007. Het doel van de organisatie is ‘het verdedigen en beschermen van mensenrechten… door middel van (veld)onderzoek dat beoogt een accurate en objectieve weergave van feiten te geven die betrekking hebben op het doel van de organisatie om mensenrechtenschendingen te signaleren en stoppen.’ Mwatana’s teams van veldonderzoekers zijn in achttien Jemenitische gouvernementen werkzaam en de organisatie heeft in totaal meer dan zestig werknemers, waarvan de helft vrouw is.
Binnen Mwtana bleef Al-Mutawakel zich focussen op mensenrechtenschendingen die tijdens de Houthi-opstand hadden plaatsgevonden. Naast de willekeurige arrestaties, richtte ze zich onder andere op schendingen van het internationale humanitaire recht en de internationale mensenrechtenverdragen tijdens de opstand.
In 2013 werkten Al-Mutawakel en Mwatana samen met Open Society Foundations aan een rapport getiteld ‘Death by drones’. Voor dit rapport werd onderzoek gedaan naar de schade en de burgerslachtoffers die het gevolg waren van negen Amerikaanse droneaanslagen in vijf Jemenitische gouvernementen – Sana’a, Marib, Dhamar, Hadramout en al-Baidha – tussen mei 2012 en april 2014.
In 2017 ondernam Al-Mutawakel een belangenbehartigingtour waarbij ze onder andere Amerika en enkele Europese landen bezocht om te spreken over het conflict in Jemen en de mensenrechtenschendingen die door alle betrokken partijen begaan werden. Ook vroeg ze de verschillende naties om steun voor de beëindiging van het conflict.

## Overige werkzaamheden
In 2017 namen Al-Mutawakel en haar echtgenoot Al-Faqih deel aan het ‘Practioner-in-Residence’ programma van het Columbia Law School Human Rights Institute. Tijdens hun verblijf leidde het koppel workshops over onder andere: strategieën voor het vergaren van feiten in een conflictsituatie; strategieën voor regionale belangenbehartiging; en de schendingen van het internationaal humanitair recht tijdens het conflict in Jemen. Ze hielden ook meerdere bijeenkomsten met Amerikaanse ngo’s, diplomaten en VN-actoren. Het koppel ontving van het Columbia Law School Human Rights Institute uiteindelijk de ‘Global Advocate Award’.

## Belangenbehartiging in de VN
Op 30 mei 2017 briefde Al-Mutawakel de VN-Veiligheidsraad over het conflict in Jemen. Ze was de eerste Jemenitische vrouw ooit die de VN Veiligheidsraad briefde. Ze deed meerdere oproepen, die in lijn stonden met het gedachtegoed van Mwatana, waaronder:
1. Het oprichten van een internationale onafhankelijke onderzoekscommissie om de mensenrechtenschendingen binnen plaatsvinden binnen het conflict in Jemen te onderzoeken.
2. De beëindiging van de verkoop van wapens aan partijen die betrokken zijn bij mensenrechtenschendingen in Jemen.
3. Het voorkomen dat burgers en burgerlijk bezit doel zijn van lucht- en grondaanslagen.
4. Zorgen voor de vrijlating van alle willekeurig gedetineerde burgers en de terugkomst van burgers die verdwenen zijn tijdens het conflict in Jemen.
5. Het verzorgen van ongehinderde humanitaire toegang tot alle gebieden waar mensen in nood zijn.
6. Restricties op de werkzaamheden van maatschappelijke organisaties moeten opgeheven worden, de persvrijheid moet hersteld worden en alle gedetineerde journalisten moeten vrijgelaten worden.

## Prijzen
In oktober 2017 nam zij de maandelijkse Freedom of Speech Defender award van het Gulf Centre for Human Rights in ontvangst.